# Historia de Mérida (Venezuela)
La ciudad de Mérida fue fundada tres veces, la primera de ellas como Mérida en Venezuela el 9 de octubre de 1558 por el conquistador español Juan Rodríguez Suárez, y la segunda el 12 de julio de 1559 como Santiago de los Caballeros hasta que pasó a ser conocida como Santiago de los Caballeros de Mérida.
Suárez provenía de la ciudad española de Mérida, fundada como colonia romana en el año 25 a. C. por orden del emperador Octavio Augusto para servir de retiro a los soldados veteranos (eméritos) de las legiones V Alaudae y X Gemina; de ahí su nombre romano de Emerita Augusta.
Sin embargo, Mérida ya era antes un territorio indígena en la era precolombina, y desde la conquista y colonización española ha sido parte del Imperio español, y después de independizarse, fue parte de la Gran Colombia y actualmente de La República Bolivariana De Venezuela

## Era precolombina
Según estudios recientes de arqueología, historia y antropología, la región andina presuntamente fue habitada desde probablemente varios millares de años por grupos desconocidos que dejaron pocos registros. Posteriormente habitó otro grupo étnico, que ha sido relacionado con los chibchas por sus similitudes en cuanto a mitología, patrones funerarios y de asentamiento, construcción de viviendas, técnicas agrícolas, etc. Cuando los españoles llegaron a la Cordillera Andina entraron en contacto con este segundo grupo.
Otra influencia posterior a este segundo grupo, y también significativa para la cultura precolombina andina fueron los grupos Arawak, quienes emigraron a los Andes venezolanos durante el siglo IX. Antes de la llegada de los españoles, también hubo una penetración tardía de grupos Caribes a la región.
Según el historiador Rubén Alexis Hernández, la meseta sobre la que se asienta actualmente la ciudad de Mérida, estuvo habitada por algunos grupos indígenas, siendo los tateyes o tatuyes los más conocidos. Estos dependían de la agricultura para su subsistencia, en especial del cultivo del maíz y de algunas raíces; además obtenían distintos rubros gracias al trueque con indígenas asentados en otros espacios de lo que hoy día es el Estado Mérida. Su concepción espiritual se fundamentaba en la "adoración" de ciertos elementos naturales: montañas, lagunas, sol, entre otros. Habitaban en viviendas conocidas como bohíos, generalmente en forma circular, y construidas con materiales abundantes en la meseta y sus alrededores, como piedras y madera.[cita requerida]

## Era colonial

### SigloXVI

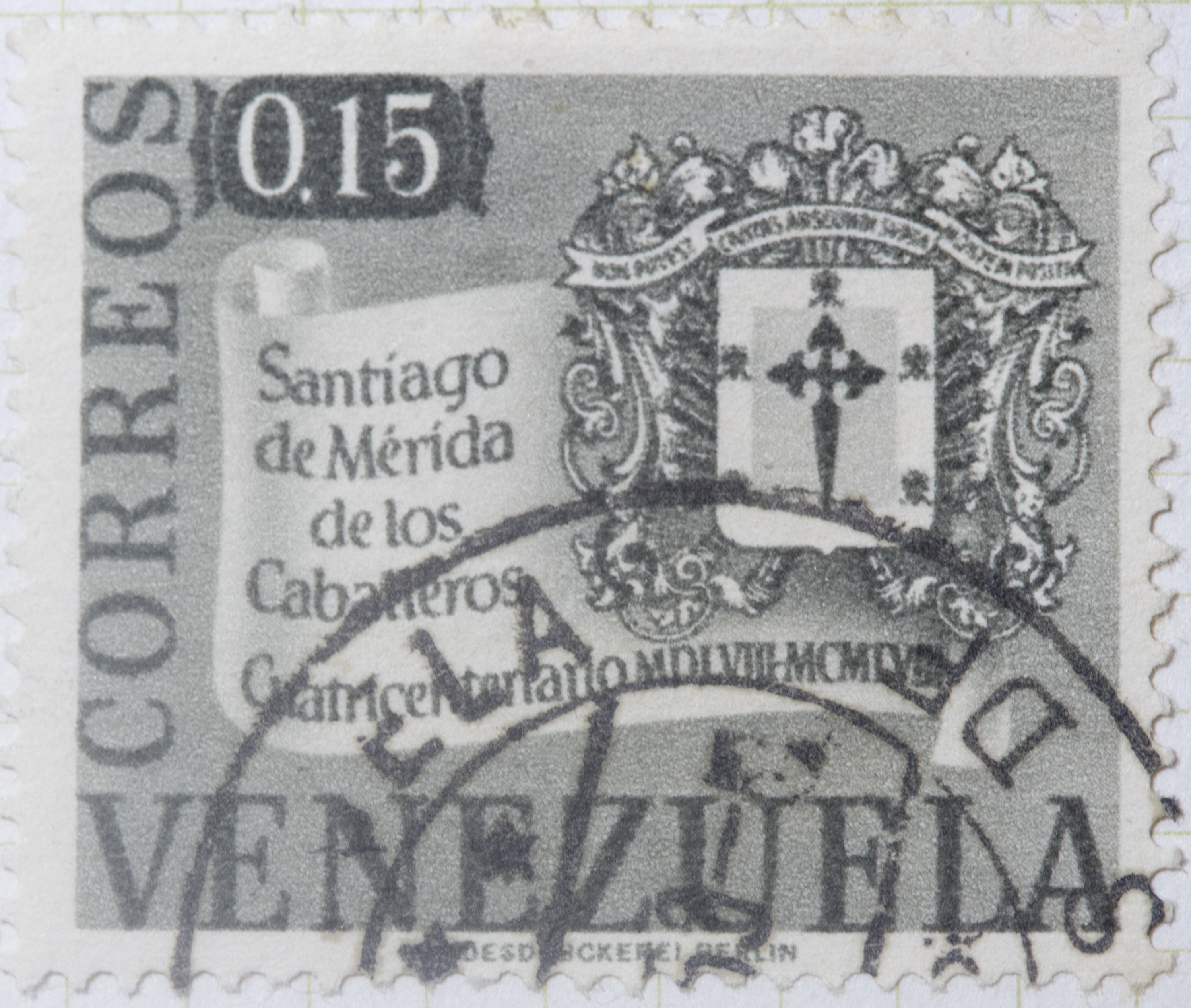
Sello postal de 1958 por los 400 años de la primera fundación de Mérida.

Mérida fue fundada el 9 de octubre de 1558 por el capitán Juan Rodríguez Suárez como parte del Nuevo Reino de Granada tras una expedición de este con 59 hombres para buscar nuevas minas, bajo la autorización del cabildo de Pamplona. Con el nombre de «Mérida» y cerca de la Laguna de Urao, en los alrededores del poblado indígena de Jamuén, se fundó la ciudad por primera vez. Sin embargo, Rodríguez Suárez fue denunciado por maltrato a los indígenas, por lo que fue apresado al año siguiente y una nueva expedición se hizo, con 80 soldados, y la ciudad fue refundada el 12 de julio de 1559 en su sitio actual, esta vez bautizada como «Santiago de los Caballeros».
Desde su fundación, el crecimiento poblacional de la ciudad de Mérida fue bastante lento.[cita requerida]

### SigloXVII
Durante la colonia el crecimiento de la ciudad era lento, los traslados a América eran posibles sólo con la autorización del Rey de España por lo cual la inmigración era casi imposible. A principios del siglo XVII la población de la ciudad alcanzaba cerca de 3.300 aborígenes y unas 150 familias de origen español, cifra que para mitad del siglo XVIII, en el año 1763 aumentaría a más de 2.000 ciudadanos de origen español y otros miles más aborígenes.[cita requerida]
Desde su creación hasta 1607 la ciudad de Mérida estuvo adscrita al Corregimiento de Tunja. Ese año se estableció el Corregimiento de Mérida, integrado también por las ciudades de La Grita, Pedraza, Barinas y las villas de San Cristóbal y Gibraltar.
En 1628 los padres jesuitas abrieron el colegio de San Francisco Javier en la ciudad e impulsaron la agricultura por sus ideas revolucionarias. El colegio funcionó por casi un siglo y medio.
En 1625, el Corregimiento fue elevado a Provincia, por lo que Mérida se convirtió en Gobernación, debido a que el gobernador la eligió como su lugar de residencia. Eso se mantuvo hasta 1676, cuando por razones administrativas y estratégicas, la Corona española ordenó por Real Cédula que la ciudad de Maracaibo pasó a ser parte de la Provincia de Mérida y los gobernadores se empezaron a residenciar allí.

### SigloXVIII
Para 1767 la biblioteca del colegio de San Francisco Javier tenía volúmenes considerados peligrosos por la Inquisición española. En 1777 Mérida pasó a ser parte de la provincia de Venezuela.
En 1778 la ciudad fue elevada a sede Episcopal por el Papa Pío VI ante la petición que hiciera el monarca de España. Se nombró a Fray Juan Ramos de Lora como Obispo de la nueva Diócesis, el nuevo Obispo llegó a la ciudad en 1785 procedente de México. Luego de ver los problemas que presentaba la región, decidió crear, sin permiso real, el Seminario de San Buenaventura el 29 de marzo de 1785 a fin de dar educación eclesiástica y de lengua latina a los jóvenes de la ciudad. El Seminario sería más tarde, la base de la Universidad de los Andes, donde se incorporaron los volúmenes de la biblioteca del colegio jesuita de San Francisco.

### SigloXIX

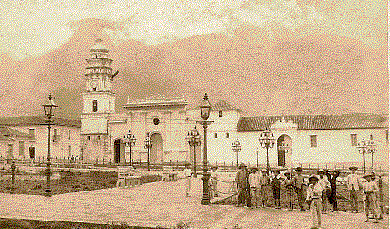
La ciudad de Mérida en 1899.

El 26 de marzo de 1812 ocurrió el Terremoto del Jueves Santo, llamado así por ocurrir un jueves de la Semana Santa. La meseta de Mérida, de topografía sísmica, fue sacudida por el sismo y se cobró la vida de más de 800 personas, lo cual fue una merma importante de su población. Según el testimonio de Richard Bache:

La ciudad tiene de ocho a diez mil habitantes. Fue en otro tiempo uno de los centros poblados más ricos y hermosos del país, pero quedó totalmente destruido por el terremoto de 1812. Un gran sector permanece todavía en ruinas, y muchos de los antiguos moradores yacen sepultados bajo los escombros de sus viviendas.

Este hecho se atribuye como una de las causas de la caída de la Primera República. El 30 de mayo de 1813 Simón Bolívar fue a Mérida por 18 días durante la Campaña Admirable y allí fue apodado «Libertador».
El 22 de diciembre de 1817 estalló en la ciudad un movimiento independentista llamado La Patriecita, movimiento por el cual, su dirigente Antonio Paredes intentó liberar a la ciudad del control español en el que había caído desde la caída de la Segunda República de Venezuela en 1814.

## Era republicana

### SigloXIX
Mérida dejó de ser parte del Imperio español para ser parte de la Gran Colombia, y posteriormente de Venezuela cuando ésta se separó de Colombia. A finales de siglo ocurrió el terremoto de Mérida de 1894.
Las crónicas sobre la ciudad de Mérida en la segunda mitad del siglo XIX relatan la existencia de tres cementerios en las tres parroquias que conformaban la ciudad. Al comienzo, la ciudad se extendía desde la Plaza Mayor hasta Milla en su costado norte, y hasta el sector el Llano, en su costado sur. Mérida estaba conformada por las parroquias El Sagrario, correspondiente al centro de la ciudad, Milla, y El Llano. A finales del siglo XIX se sumó la parroquia Arias o Belén, que se desprendió de la parroquia de Milla.
Para mediados del siglo XIX los funcionarios de policía tenían facultad de sacrificar los cerdos o perros en las calles de la ciudad si lo consideraban necesario para la seguridad.
En 1881 Mérida se convirtió en la capital del Estado Los Andes.

### SigloXX

Mérida en 1957.

La historia de la ciudad ha estado muy ligada a la historia de la Universidad de Los Andes (ULA) y su desarrollo ha sido fundamental para la misma hasta tal punto que Mariano Picón Salas llegará a decir que "Mérida es una universidad con una ciudad por dentro", durante comienzos de siglo en el año 1912, luego de ser cerrada la Universidad Central de Venezuela (UCV) por la dictadura Juan Vicente Gómez la ciudad de Mérida queda como la única en el país en disponer de acceso a la educación superior, situación que se extendería hasta el año 1922 cuando la UCV fue reabierta.[cita requerida]
Dada su condición de ciudad de Mérida, la misma además es conocida a nivel nacional por las importantes protestas estudiantiles también denominadas comúnmente disturbios que tienen lugar en sus calles. Durante los años 80 y 90 la ciudad sufrió considerables protestas estudiantiles tanto menores que sólo se focalizaron en los alrededores de las instituciones educativas como disturbios mayores que afectaron a la ciudad entera inclusive obligando el cierre de comercios y la paralización de actividades académicas y laborales siendo la de mayor de estas la protesta estudiantil de 1987 en la cual luego del asesinato de un estudiante por parte de un conocido abogado en los alrededores del casco central las fuerzas públicas perdieron el control de la ciudad en favor de los estudiantes y fue necesaria la intervención de tropas pertenecientes a los batallones de la región andina y Caracas del ejército y otros componentes de las Fuerzas armadas para recuperar el control y el orden público, semanas después del inicio de la misma.[cita requerida]
Según un censo, para 1990 Mérida tenía una población de 170.902 habitantes.

### SigloXXI
Hubo protestas en los 2000 y en febrero del 2014 con la intención de pedir la renuncia a Nicolás Maduro, originadas por estudiantes universitarios que clamaban por mejor seguridad dentro de los recintos universitarios, luego de que una estudiante haya sufrido un intento de violación dentro de uno de los núcleos de la ULA ubicado en el estado Táchira, esto desencadenó altos disturbios en la región que luego se extendieron a lo largo del territorio nacional después de no ser atendidos seriamente, acumulando más denuncias y exigencias a lo largo y ancho del país unidos con la sociedad civil.[cita requerida]

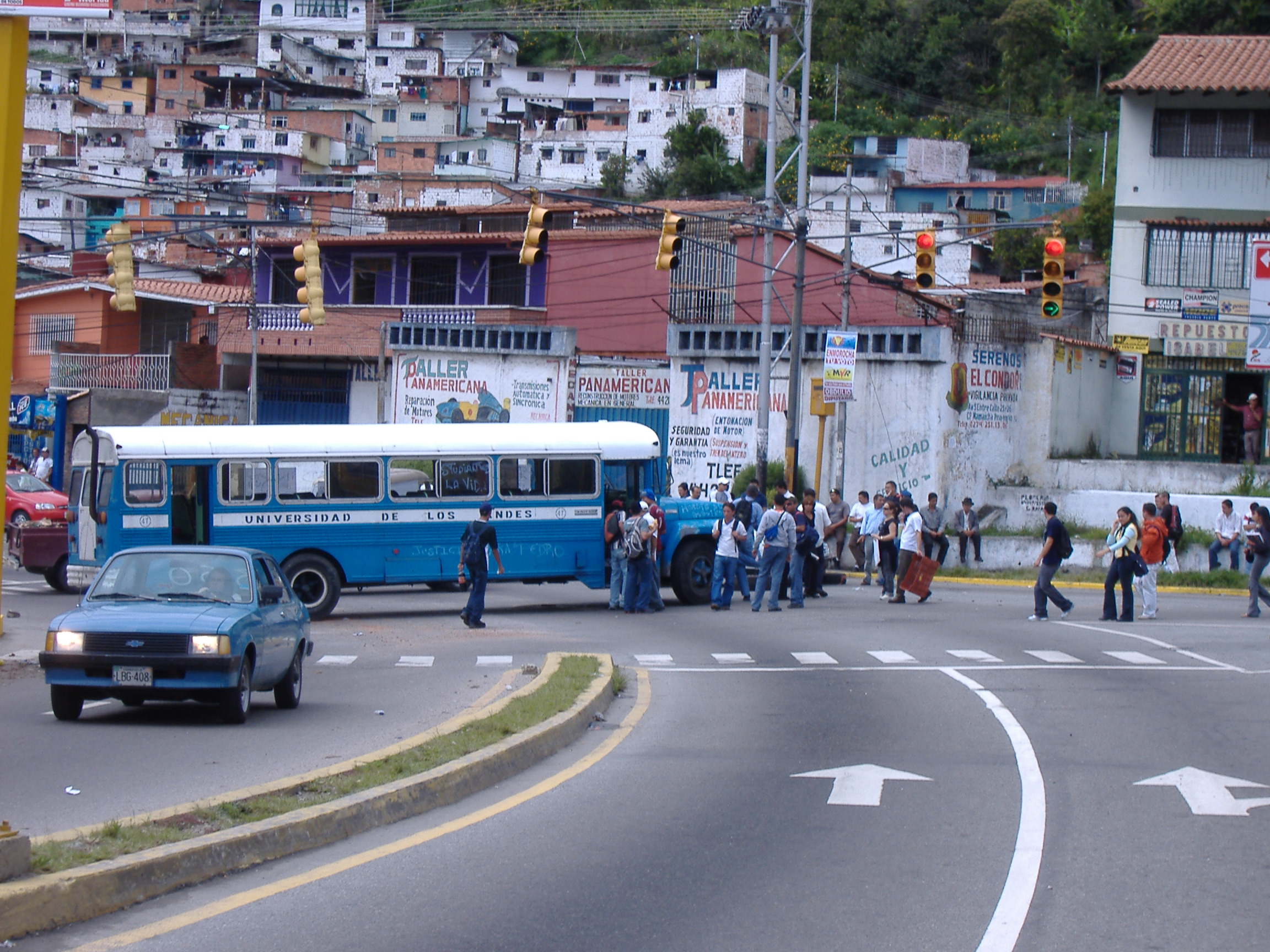
Protesta estudiantil en la ULA, Mérida.

La protestas estudiantiles que se suscitan en Mérida tuvieron su génesis en la Universidad de Los Andes donde las mismas han sido realizadas en determinadas ocasiones en contra del aumento del costo del transporte público, los beneficios estudiantiles, la calidad de vida, la muerte de otros estudiantes, profesores y trabajadores de la casa de estudios e inclusive por la continuidad de las clases.[cita requerida]